# Фотије Сиромахов
Фотије (световно Росен Димитров Сиромахов; 13. јул 1956, Софија, Бугарска) епископ је Бугарске старокалендарске православне цркве. Од 1993. године поглавар је поменуте цркве са титулом епископ тријадицки.

## Биографија
Родио се 13. јула 1956. године у Софији. Духовни је васпитаник архимандрита Серафима (Алексијева) и игуманије Серафиме (кнегиња Ливен) из женског манастира „Покров Пресвете Богородице“, из софијског кварта Књажево.
Године 1981, завршио је софијску Духовну академију светог Климента Охридског, и до 1982. године предавао је класичне језике на софијској Богословији светог Јована Рилског.
Године 1988, за време посета Грчкој, тајно је рукоположен за свештеника од стране старокалендарског митрополита оропоског и филијског Кипријана (Куцумбаса), председавајућег старокалендарског "Синода у отпору" Грчке старокалендарске цркве. Од стране истог митрополита је касније замонашен.
Године 1989, завршио је Факлутет класичне филологије Софијског универзитета "Свети Климент Охридски" и постао асистент на катедри за старогрчку књижевност.
Дана 17. јануара 1993. године у манастиру Светих Кипријана и Јустине (Фили, Грчка) митрополит оропоски и филијски Кипријан (Куцумбас) и епископи: етнијски Хризостом (Гонсалес), христијанупољски Хризостом (Марласес), фотички Авксентије (Цабан) и епископ вранчејски Пахомије (Морар) (Румунска старокалендарска православна црква) рукоположили су архимандрита Фотија за епископа тријадицког, поглавара Бугарске старокалендарске православне цркве.